# تشارلي سونتاج
تشارلي سونتاج (بالإنجليزية: Charlie Sonntag)‏ هو لاعب اتحاد الرغبي نيوزلندي، ولد في 6 مارس 1894 في دنيدن في نيوزيلندا، وتوفي بنفس المكان في 30 يونيو 1988.